# Óscar Figueroa
Óscar Albeiro Figueroa Mosquera (Zaragoza, 27 de março de 1983) é um levantador de peso colombiano que compete na categoria de até 62 quilogramas.

## Carreira
Foi medalhista de prata olímpico nos Jogos Olímpicos de Verão de 2012, em Londres, e medalhista de ouro nos Jogos Pan-Americanos de 2011, em Guadalajara, e nos Jogos Olímpicos de Verão de 2016, no Rio de Janeiro. É o terceiro titular colombiano a conquistar duas medalhas olímpicas, sendo os outros Jackeline Rentería e o atirador Helmut Bellingrodt.
Figueroa é o décimo-terceiro medalhista olímpico na história da Colômbia, o quarto a ganhar uma medalha de prata e o terceiro a ganhar uma medalha de ouro. Ele também é o quarto levantador de peso colombiano a ganhar uma medalha nos Jogos Olímpicos e o único a conseguir quebrar um recorde olímpico. É o primeiro levantador de peso da Colômbia a ser campeão mundial juvenil e o único a ser medalhista no campeonato mundial júnior e de maiores, em 2001 e 2006, respectivamente.
Figueroa nasceu em Zaragoza, no departamento colombiano da Antioquia. Filho de Ermelinda Mosquera e Jorge Isaac Figueroa, é o segundo de quatro filhos de uma família de tradição mineira e de pescadores. Sua família, oriunda de Tadó, se radicou em Zaragoza. Estudou na escola municipal da cidade. Na época de adolescência e início da juventude, os enfrentamentos entre paramilitares e a guerrilha estavam no auge nesta região do país, e Figueroa não obteve oportunidades de trabalho em sua cidade natal. Isso motivou seu pais a deixarem Zaragoza e migrarem para Cartago, onde Figueroa iniciou suas atividades desportivas.